# Paraul
Paraul (nep. पडौल) – gaun wikas samiti w środkowej części Nepalu w strefie Dźanakpur w dystrykcie Mahottari. Według nepalskiego spisu powszechnego z 2001 roku liczył on 988 gospodarstw domowych i 6014 mieszkańców (2814 kobiet i 3200 mężczyzn).